# Poulguen

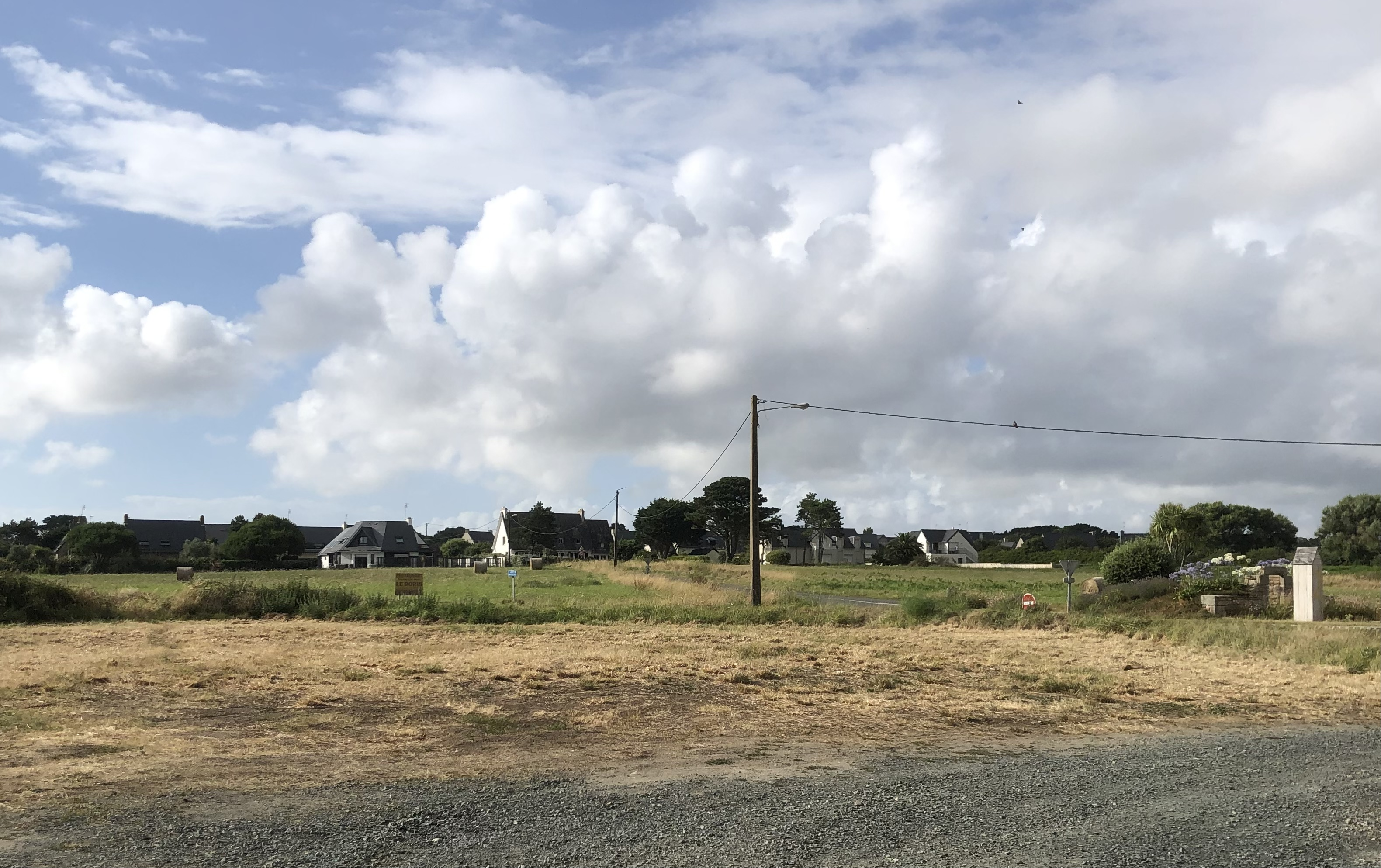
Poulguen im Jahr 2022, Blick von Süden

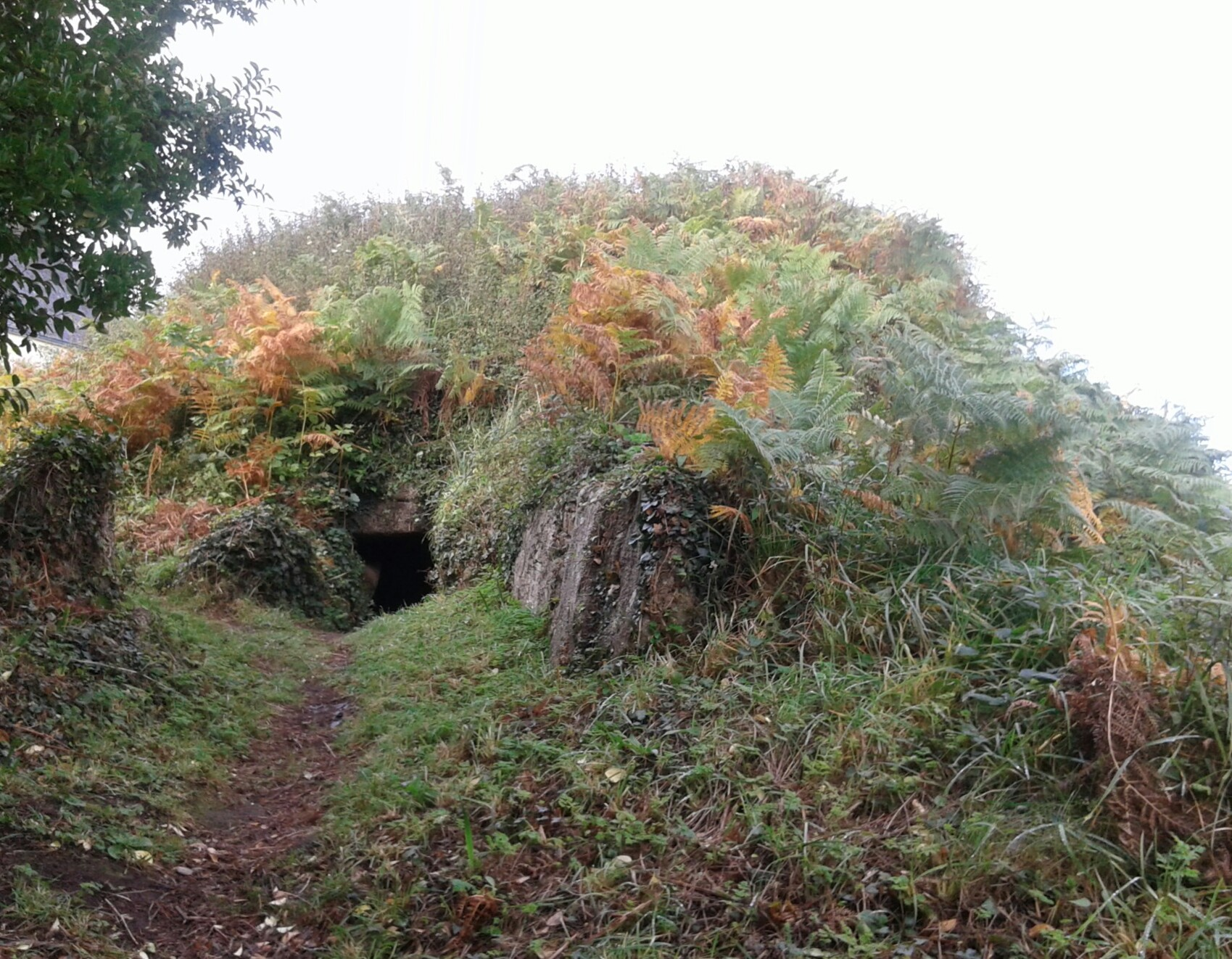
Tumulus von Poulguen, 2014

Poulguen ist ein zur französischen Gemeinde Penmarch in der Bretagne gehörendes Dorf.
Es liegt in der südlichen Bretagne im Bigoudenland, östlich von Penmarch, des Hauptortes der Gemeinde. Südöstlich befindet sich Guilvinec. Nur etwa 700 Meter südlich von Poulguen erstreckt sich als langer Sandstrand die Küstenlinie der Biskaya.
In Poulguen dominiert die Wohnnutzung, wobei, bedingt durch die Nähe zum Strand, auch der Tourismus Bedeutung hat.
Im Ort befindet sich die prähistorische Grabanlage Tumulus von Poulguen.
Am 21. April 1944 kam es während des Zweiten Weltkriegs in den Dünen südlich von Poulguen zur Erschießung von 33 französischen Widerstandskämpfern durch deutsche Besatzungstruppen. Die Opfer wurden vor Ort in zwei Gruben begraben, nach Abzug der deutschen Truppen am 31. August 1944 jedoch exhumiert. Das vor Ort errichtete Mahnmal Poulguen erinnert an die Opfer.
Seit 1987 besteht südlich der Ortslage das vier Hektar große Naturschutzgebiet Steir Poulguen.